# Hank Kazmierski
Hank Kazmierski (Baltimora, 30 ottobre 1949) è un ex calciatore statunitense, di ruolo attaccante.

## Carriera

### Club
Si forma nella rappresentativa dell'università di Baltimora e, dal 1972 al 1973 è poi in forza ai Baltimore Stars. Nella stagione 1972 con gli Stars non supera la fase a gironi del torneo. La stagione seguente, con la sua squadra rinominata Bays, dopo aver vinto il proprio girone, giunge alle semifinali dei play-off, perdendole contro i futuri campioni del New York Apollo.
Nel 1974 viene ingaggiato dalla franchigia della North American Soccer League dei Baltimore Comets, con cui raggiunge i quarti di finale della NASL 1974. La stagione seguente è chiusa invece al quinto ed ultimo posto della Eastern Division.